# St Andrew's House
St. Andrew's House (SAH), sur le flanc sud de Calton Hill, à Édimbourg, est le siège du gouvernement écossais . Le bâtiment se trouve sur le site de l'ancienne prison de Calton . Aujourd'hui, il ne reste que la maison du gouverneur à tourelles de l'ancienne prison (Governor's House), à côté du cimetière Old Calton et du monument aux martyrs politiques. 
Le bâtiment de 1937 de style Art Déco est un monument classé de catégorie A. Il donne sur la gare de Waverley, Canongate et Holyrood Park. 

## Construction

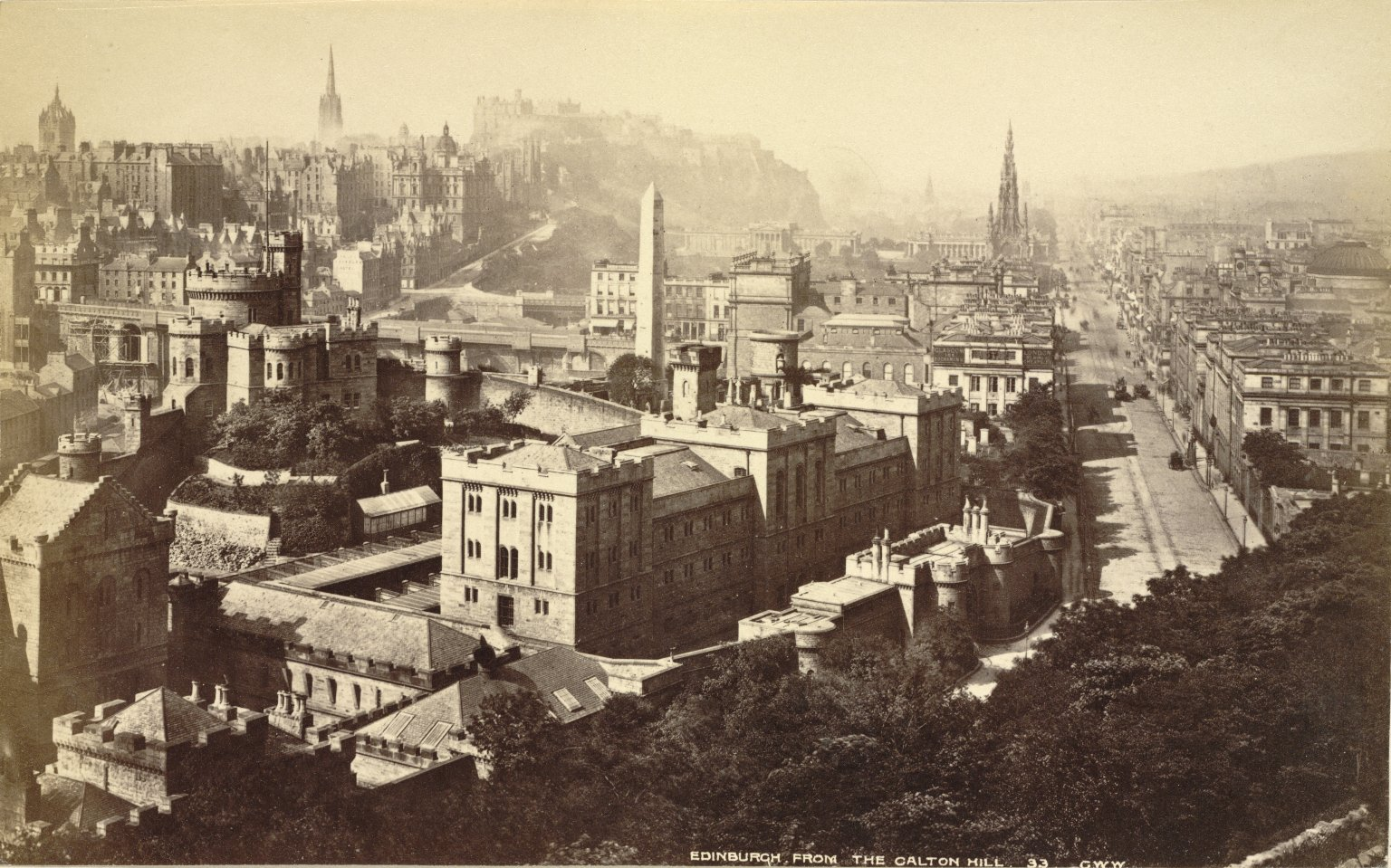
La vieille prison de Calton

Le bâtiment a été conçu par l'architecte Thomas S. Tait (en), qui a remporté le concours d'architecture. La construction a commencé en novembre 1935 et s'est achevée en 1939; le bâtiment abritait initialement le Scottish Office ainsi que les bureaux du secrétaire d’État pour l’Écosse. La sculpture héraldique sur le devant est de John Marshall . 
La nécessité de la construction découlait de la politique de l'après-Première Guerre mondiale consistant à transférer quelques pouvoirs administratifs déconcentrés (mais non législatifs) de Londres à l'Écosse. Une cérémonie d'ouverture officielle prévue pour le 12 octobre 1939 fut « annulée pour cause de guerre » (le premier raid aérien britannique se déroula quatre jours plus tard, sur le pont du Forth). Le bâtiment fut officiellement ouvert par le roi George VI et la reine Elizabeth le 26 février 1940. 

## Architecture

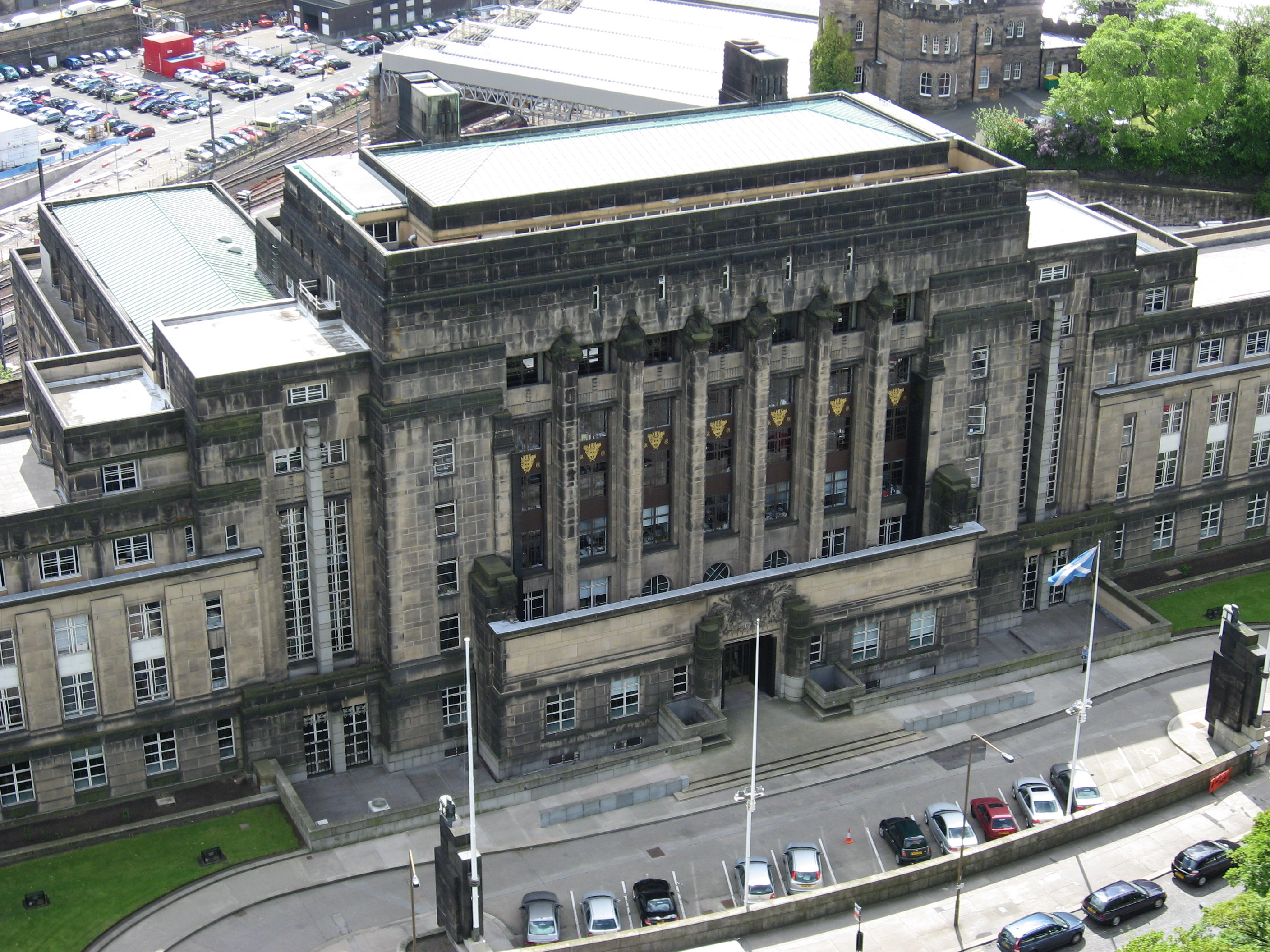
La façade nord de St Andrew's House vu du Nelson Monument.

Sur le plan architectural, le bâtiment est monolithique, symétrique et restreint sur la façade nord principale. Au sud, face à la vallée de Waverley, son expression est beaucoup plus irrégulière et romantique. Il y a beaucoup d'influences Art Déco. 
La conception de Tait intègre des éléments d’Art déco et de Style « paquebot » des années 1930 et est réputée pour être un exemple rare d’architecture moderne conçue avec sensibilité à Édimbourg . 
Le bâtiment présente un certain nombre de décorations sculptées, également de style Art déco, attribuées à plusieurs sculpteurs. 
La St Andrew's House est un bâtiment historique de catégorie A. 

## Usage gouvernemental

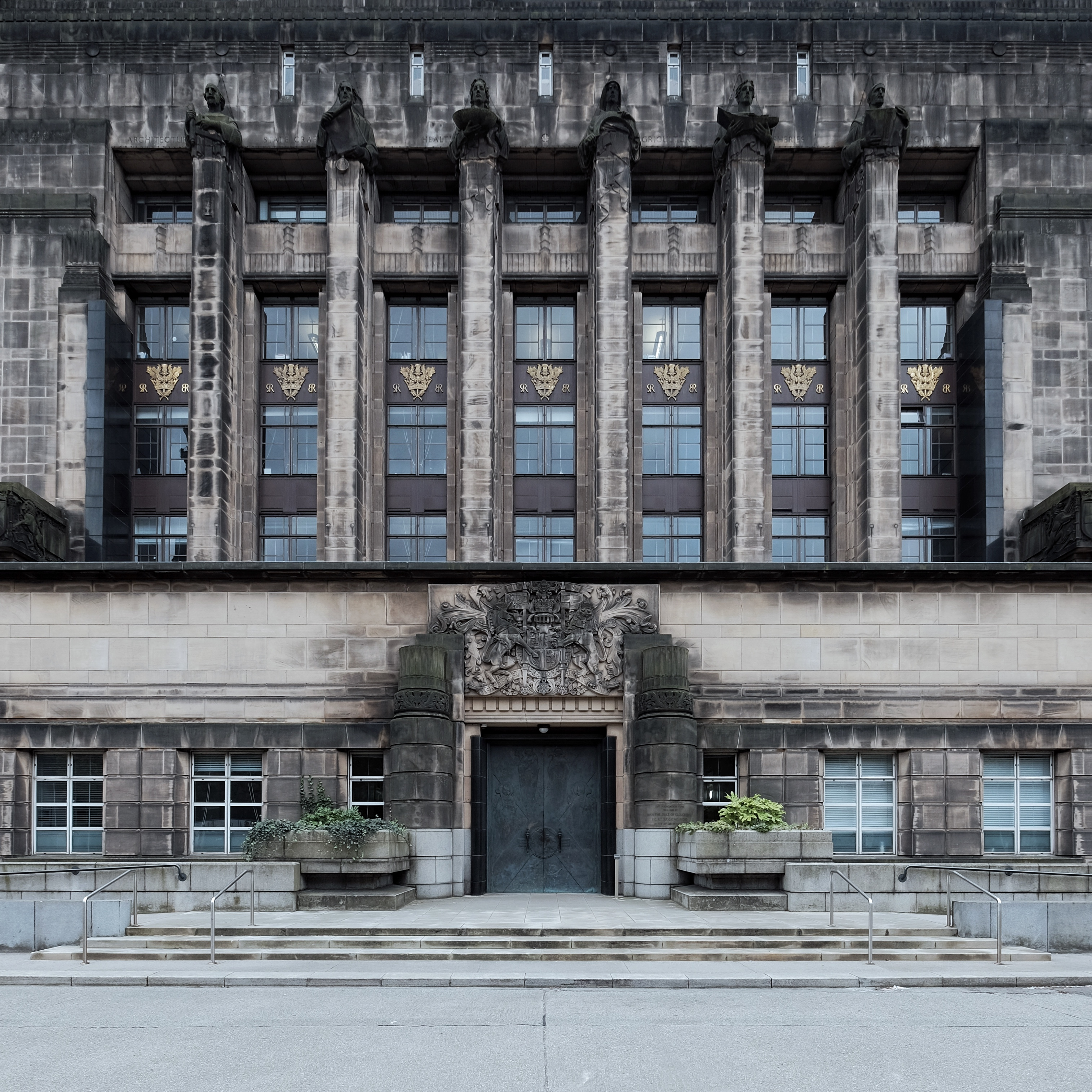
Entrée principale de la St. Andrew's House

St. Andrew's House a été conçue et construite pour servir de siège officiel au Scottish Office. À la suite de l’adoption de la loi écossaise (Scotland Act) de 1998, St. Andrew's House abrite depuis 1999 une partie du gouvernement écossais, notamment le bureau du premier ministre et du vice-premier ministre d’Écosse, ainsi que les bureaux de tous les secrétaires du gouvernement et des directions chargées de la justice et de la santé. Le bâtiment a subi une rénovation majeure en 2001, bien que la façade soit encore recouverte d'un résidu de suie. Il accueille maintenant 1 400 fonctionnaires. 